# Mirko Slomka
Mirko Slomka est un entraîneur de football allemand né le 12 septembre 1967 à Hildesheim.

## Biographie

### Carrière de joueur
Mirko Slomka a été footballeur de 1972 à 1991. Sa carrière de joueur n'a pas été particulièrement remarquable, il a surtout joué pour de petits clubs de divisions inférieures.

### Carrière d'entraîneur
En 1989 il commence sa carrière d'entraîneur pour l'équipe-jeune de Hanovre 96 jusque 1999. Il passe par le Tennis Borussia Berlin avant de devenir entraîneur-adjoint de Ralf Rangnick à Hanovre 96 en 2001, puis au FC Schalke 04 en 2004.
Le 4 janvier 2006 il devient, à la surprise générale, l'entraîneur du FC Schalke 04 en remplaçant Ralf Rangnick licencié le 12 décembre 2005. Il effectue une bonne fin de saison 2006 et permet à son club de remonter à la quatrième place de la Bundesliga. Son contrat est alors prolongé jusqu'en juin 2007. Slomka est malgré tout très observé et critiqué, et ne parvient pas à conserver de bonnes relations avec Ralf Rangnick. En 2007 il prend de plus en plus d'assurance et arrive même en première place du championnat allemand, le titre n'étant pas revenu à Schalke 04 depuis 1958. Le 15 mars 2007 il prolonge son contrat jusqu'en juin 2009. En 2007, Schalke finira finalement deuxième de bundesliga.
Le 13 avril 2008, il est limogé après l'élimination en quart de finale de la Ligue des Champions contre le FC Barcelone et une défaite de rang contre le Werder Brême (1-5), concurrent direct pour accéder à la prochaine Ligue des champions
En janvier 2010, il prend en main Hanovre 96. Il est limogé de son poste d'entraîneur le 27 décembre 2013.
En février 2014, il est engagé par le Hambourg SV.
Il est démis de ses fonctions le 15 septembre 2014 à la suite de mauvais résultats en Bundesliga.

## Statistiques

### Statistiques d'entraîneur
Mis à jour le 3 novembre 2019.
| Tennis Borussia Berlin | 1er juillet 2000 | 17 novembre 2000  | 16  | 4   | 2  | 10  | 18  | 32  | -14 | 25.0  |
| Schalke 04             | 4 janvier 2006   | 13 avril 2008     | 109 | 55  | 27 | 27  | 171 | 107 | +64 | 50.4  |
| Hanovre 96             | 19 janvier 2010  | 27 décembre 2013  | 169 | 71  | 35 | 63  | 263 | 264 | -1  | 42.0  |
| Hambourg SV            | 17 février 2014  | 15 septembre 2014 | 17  | 4   | 5  | 10  | 23  | 33  | -10 | 23.5  |
| Karlsruher SC          | 22 décembre 2016 | 4 avril 2017      | 10  | 2   | 2  | 6   | 10  | 19  | -9  | 20.0  |
| Hanovre 96             | 1er juillet 2019 | 3 novembre 2019   | 13  | 3   | 5  | 5   | 14  | 20  | -6  | 20.0  |
| Total                  | Total            | Total             | 334 | 139 | 76 | 121 | 499 | 475 | +24 | 41.62 |